# Anton LaVey
Anton Szandor LaVey (Howard Stanton Levey; Chicago, 11. travnja 1930. – San Francisco, 29. listopada 1997.) bio je američki pisac, okultist i osnivač Sotonističke crkve.

## Život
LaVey je rođen u Chicagu, a korijene je vukao iz nekoliko europskih zemalja.
Sa 16 godina je napustio školu, no kasnije je kratko vrijeme studirao. Radio je u cirkusu kao čistač kaveza i pomoćnik mađioničara, a kasnije i kao fotograf za policiju. Tu se kratko zadržao, uznemiren nasiljem kojem je svjedočio. Nakon toga počinje svirati klavir po noćnim klubovima. Navodno je imao i vezu s Marilyn Monroe, no za to nema dokaza. Zvan je "Crni papa", a sljedbenike je privlačio zabavama.
Strašno se zanimao za okultno, no odbacio je bijelu magiju i dostupnu okultnu literaturu. Počeo je predavati okultno petkom navečer za dva dolara po osobi tjedno. Jedan novinar mu je dao ideju da bi organizirana crkva dala puno više novca i pobudila interes javnosti. Nadahnut tim sugestijama, LaVey okuplja sljedbenike i na Valpurginu noć 1966. brije glavu, osniva spomenutu organizaciju i proglašava 1966. "prvom godinom Sotonina doba".
Na vrhuncu moći Crkva ima 25 000 sljedbenika. Zadovoljan postignutim, LaVey se baca na pisanje i ostvarivanje svojih spisateljskih ambicija. Godine 1969. objavljuje ključno djelo za sve sotoniste, knjigu pod imenom Sotonistička Biblija. Snima i album Sotonska misa. Odbacuje crne mise kao zastarjeli oblik štovanja. Prihvaća demona kao prirodnu silu, a svakog onog tko je sputan inhibicijama i ne zadovoljava svoje potrebe, prema njemu, treba prokleti.
Crkva svoj ponovni uzlet doživljava 1980-ih, ali Lavey više nije bio aktivni član. Predao je svoje ovlasti svojim potomcima. Umro je u bolnici sv. Marije 29. listopada 1997. u 67. godini od plućnog edema. Obitelj je tjedan dana krila smrt, rekavši da je umro na jutro Noći vještica. Kremiran je, a pepeo je kasnije razdijeljen nasljednicima. Priređen mu je posebni sotonistički sprovod.

## Obitelj
LaVey je bio sin Gertrude Augusta Coultron i Michaela Josepha Leveya (1903. – 1992.).
Supruge Antona LaVeya su bile Carole Lansing (1935. – 1975.), Diane Hegarty i Blanche Barton. Carole mu je rodila kćer Karlu, a Diane kćer Zeenu; obje su bile sotonističke svećenice, ali Zeena se odrekla sotonizma. Blanche i Anton su roditelji Satana Xerxesa Carnackija LaVeya.